# Atractus favae
Atractus favae är en ormart som beskrevs av Filippi 1840. Atractus favae ingår i släktet Atractus och familjen snokar. Inga underarter finns listade.
Arten förekommer i Surinam och Guyana i nordöstra Sydamerika. Honor lägger ägg.